# Bayonne
Bayonne (Bayonne in francese; Bayona in spagnolo; Baiona in basco, occitano e italiano) è una città della Francia di 54 029 abitanti situata nel dipartimento dei Pirenei Atlantici nella regione Nuova Aquitania, a 28 km dal confine spagnolo di Irun. Il suo nome basco è Baiona (pronuncia fonetica), mentre quello occitano (guascone) è ugualmente Baiona (ma pronunciato "baiùno, baiùnë").
I suoi abitanti si chiamano bayonnais ed il suo motto è numquam polluta (che in latino significa «mai infangata»), in riferimento ai numerosi e vani tentativi di conquista nei suoi confronti nel corso dei secoli. La città fa parte della regione basca del Labourd.

## Geografia fisica
La città è situata alla confluenza dei fiumi Adour e Nive ed il suo centro è diviso in tre quartieri:
- Saint-Esprit sulla riva destra dell'Adour, dominata dalla Citadelle,
- grand Bayonne sulla riva sinistra, racchiude il Castello Vecchio e la Cattedrale Sainte-Marie,
- petit Bayonne tra l'Adour e la Nive.

### Comuni limitrofi
- Boucau e Tarnos (Landes) a nord
- Anglet a ovest
- Bassussarry a sud-ovest
- Lahonce ad est
- Mouguerre a sud-est
- Villefranque e Saint-Pierre-d'Irube a sud.

## Storia
Bayonne è stata costruita sulle rovine di un antico castrum romano, chiamato Lapurdum, che ha lasciato il suo nome alla provincia del Labourd, Lapurdi in basco.
Storicamente esistono tre spiegazioni del significato del nome di Bayonne: potrebbe trattarsi di una variazione guascona del latino Baia ("vasta distesa d'acqua") o di un nome derivato dal basco Ibai ona ("buon fiume"). L'ultima spiegazione, la più plausibile scientificamente, resta quella di Ibai gunea, il luogo del fiume, etimologia ormai accettata.
La città è stata romana, vascona e poi inglese nel corso di tre secoli (dal XII al XV). Riccardo Cuor di Leone la separa dalla contea di Labourd (la cui capitale diviene quindi Ustaritz). Jean de Dunois la sottrae nel 1451 e la annette alla Francia senza fare troppe vittime grazie alla presenza del vescovo della città, che dissuade i cittadini dal combattere contro i francesi (dicendo di aver avuto un segno dal cielo in tal senso, nella forma di un fiore di giglio).

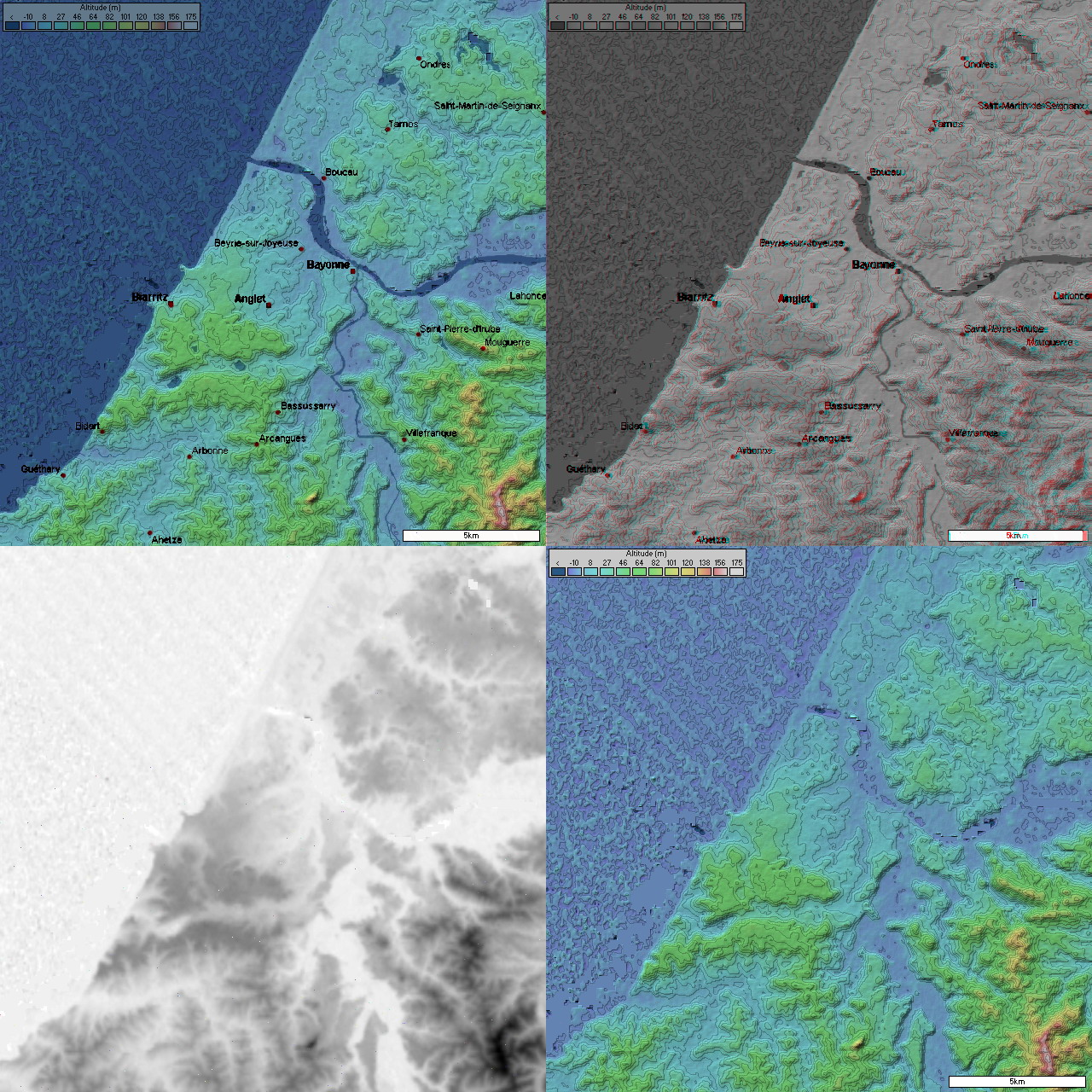
Topografia di Biarritz e Bayonne

Durante i conflitti sporadici che agitano le campagne francesi alla metà del XVII secolo, i contadini di Bayonne si trovano a corto di polvere da sparo e proiettili. Immettono quindi i loro lunghi coltelli da caccia nelle canne dei loro moschetti, confezionando delle lance improvvisate che verranno quindi chiamate baionette.
Nel 1808, nel castello di Marracq, viene firmato l'atto di abdicazione del re di Spagna Carlo IV in favore di Napoleone I. Tale fatto è conosciuto sotto il nome di entrevue di Bayonne. Sempre a Bayonne venne firmata da Napoleone la prima costituzione del regno di Napoli, conosciuta in italiano come statuto di Baiona.
Il quartiere di Saint-Esprit situato sulla riva destra dell'Adour, parte di Bayonne fino al 1792, renominata in nome di Jean-Jacques Rousseau durante la rivoluzione francese, è stato riannesso a Bayonne il 1º giugno 1857. Aveva formato nell'arco di 65 anni un comune autonomo del dipartimento delle Landes.

## Società

### Evoluzione demografica
Abitanti censiti
Fonti: █ INSEE █ fr.wiki

## Economia
Bayonne è la capitale economica del Sud delle Landes e delle tre province basche del nord dei Pirenei: il Labourd (di cui fa parte), la Bassa Navarra e la Soule. Un movimento popolare, BATERA chiede che questa diventi prefettura di un dipartimento nominato Pays basque e quindi staccata dal vicino Béarn.
- Metallurgia
- Chimica

## Amministrazione
| Data di elezione                                | Nome        | Note |
| ----------------------------------------------- | ----------- | ---- |
| I dati precedenti al 1995 non sono ancora noti. |             |      |
| 1995                                            | Jean Grenet |      |
| 2001                                            | Jean Grenet |      |

### Cantoni
Fino alla riforma del 2014, il territorio comunale della città di Bayonne era ripartito in tre cantoni:
- Cantone di Bayonne-Est
- Cantone di Bayonne-Nord
- Cantone di Bayonne-Ovest

A seguito della riforma approvata con decreto del 25 febbraio 2014, che ha avuto attuazione dopo le elezioni dipartimentali del 2015, il territorio comunale della città di Bayonne è stato ripartito in tre nuovi cantoni:
- Cantone di Bayonne-1: comprende parte della città di Bayonne e parte del comune di Anglet
- Cantone di Bayonne-2: comprende parte della città di Bayonne e il comune di Boucau
- Cantone di Bayonne-3: comprende parte della città di Bayonne

### Gemellaggi
Bayonne è gemellata con:
- Pamplona, dal 1960
- Daytona Beach, dal 1997

## Monumenti e luoghi d'interesse

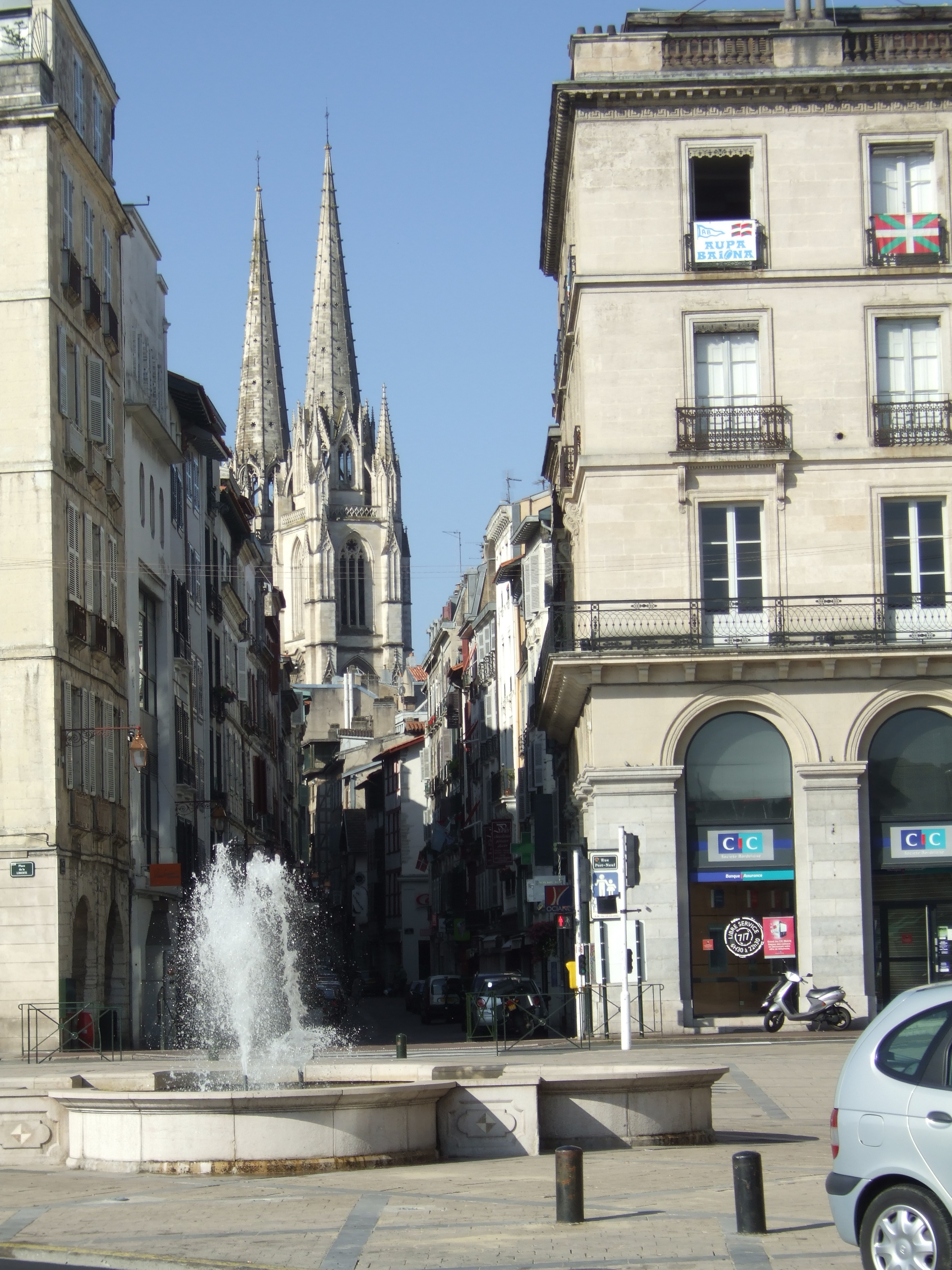
Scorcio della Cattedrale di Bayonne

Bayonne è una città d'arte che conserva un interessante patrimonio:
- Cattedrale di Sainte-Marie
- Castello Nuovo
- Castello Vecchio
- Cittadelle e fortificazioni di Vauban

### Musei
- Museo basco e della storia di Bayonne
- Museo Bonnat, dedicato a Léon Bonnat

## Gastronomia

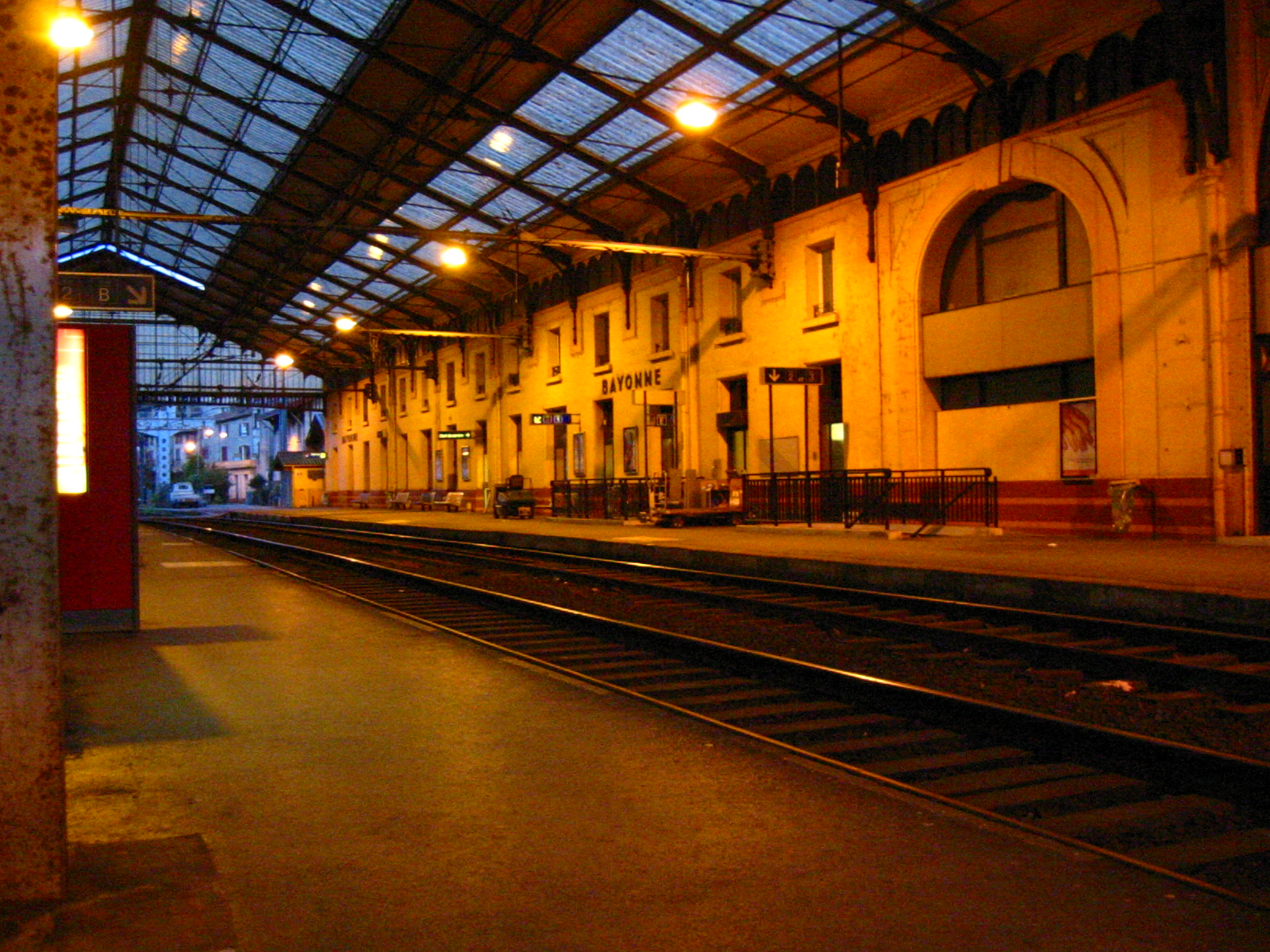
La stazione di Bayonne

Bayonne è nota per il suo prosciutto, prodotto a partire da allevamenti di maiali al confine dell'Adour, e salato con il sale del bacino dell'Adour (in particolare della città di Salies-de-Béarn). Il fœhn, vento secco di questa regione, permette di far penetrare il sale all'interno del prosciutto.
Altre specialità:
- Pipérade
- Axoa
- Cioccolata

## Sport
L'Aviron Bayonnais, il club di rugby della città, è stato fondato nel 1904 e conta 3 titoli di campione di Francia (1913, 1934 e 1943).
Qui a Bayonne sono nati Stéphane Ruffier e Didier Deschamps.